# Guzmania erythrolepis
Guzmania erythrolepis är en enhjärtbladig växtart som beskrevs av Brongn. och Jules Émile Planchon. Guzmania erythrolepis ingår i släktet Guzmania och familjen Bromeliaceae. Inga underarter finns listade i Catalogue of Life.